# Чжоу Ваньфэн
Чжоу Ваньфэн (кит. трад. 周婉峰, пиньинь Zhōu Wǎnfēng; род. 17 ноября 1979, Наньхай, Гуандун) — китайская хоккеистка на траве, полевой игрок. Серебряный призёр летних Олимпийских игр 2008 года, участница летних Олимпийских игр 2000 и 2004 годов, бронзовый призёр чемпионата мира 2002 года, бронзовый призёр чемпионата Азии 2007 года, двукратная чемпионка летних Азиатских игр 2006 и 2010 годов.

## Биография
Чжоу Ваньфэн родилась 17 ноября 1979 года в китайском уезде Наньхай городского округа Фошань провинции Гуандун (сейчас район городского подчинения).
Играла в хоккей на траве за команду провинции Гуандун и Гуанчжоу.
В составе женской сборной Китая дважды выигрывала золотые медали хоккейных турниров летних Азиатских игр: в 2002 году в Пусане и в 2006 году в Дохе.
В 2000 году вошла в состав женской сборной Китая по хоккею на траве на летних Олимпийских играх в Сиднее, занявшей 5-е место. Играла в поле, провела 7 матчей, забила 1 мяч в ворота сборной Германии.
В 2002 году завоевала бронзовую медаль чемпионата мира в Перте. Забила 2 мяча.
В 2004 году вошла в состав женской сборной Китая по хоккею на траве на летних Олимпийских играх в Афинах, занявшей 4-е место. Играла в поле, провела 6 матчей, мячей не забивала.
В 2006 году участвовала в чемпионате мира в Мадриде, где китаянки заняли 10-е место.
В 2007 году завоевала бронзовую медаль чемпионата Азии в Гонконге.
В 2008 году вошла в состав женской сборной Китая по хоккею на траве на летних Олимпийских играх в Пекине и завоевала серебряную медаль. Играла в поле, провела 7 матчей, мячей не забивала.
Четырежды выигрывала медали Трофея чемпионов — золото в 2002 году в Макао, серебро в 2003 году в Сиднее и в 2006 году в Амстелвене, бронзу в 2005 году в Канберре.